# 國立歷史民俗博物館
國立歷史民俗博物館（日语：国立歴史民俗博物館，簡稱歷博）位於千葉縣佐倉市城内町。主要用於日本的考古学、歴史、民俗的研究與展示。

## 历史
1981年建成开馆，毗邻佐倉城。

## 荣誉
该建筑获得第24回BCS賞。